# 2001–2002-es magyar férfi vízilabdakupa
A 2001–2002-es magyar férfi vízilabdakupa a hetvenhatodik kiírás volt a versenysorozat történetében. A kupára tizenkilenc csapat nevezett. A győzelmet a Vasas szerezte meg.

## Eredmények

### Selejtező
február 9, 16.
| 1. csapat  | Össz. | 2. csapat       | 1. mérk. | 2. mérk. |
| ---------- | ----- | --------------- | -------- | -------- |
| Pécsi VSK  | 24–11 | CWG Kanizsa     | 15–3     | 9–8      |
| Neptun VSC | –     | Pápai SC        | –        | –        |
| Kaposvár   | 12–25 | TVSK Békéscsaba | 8–15     | 4–10     |

### Nyolcaddöntő
február 23, 24, 27, 28.
| 1. csapat       | Össz. | 2. csapat       | 1. mérk. | 2. mérk. |
| --------------- | ----- | --------------- | -------- | -------- |
| BVSC            | 14–16 | Bp. Honvéd      | 7–5      | 7–11     |
| Vasas SC        | 20–11 | Újpesti TE      | 8–5      | 12–6     |
| Szentesi VK     | 19–16 | Szegedi VE      | 8–5      | 11–11    |
| Egri VK         | 23–11 | Tatabányai VSE  | 11–6     | 12–5     |
| Neptun SC       | 16–15 | Pécsi VSK       | 8–6      | 8–9      |
| TVSK Békéscsaba | 4–43  | Ferencvárosi TC | 2–21     | 2–22     |
| Szolnoki VSC    | 17–18 | Orvosegyetem SC | 9–9      | 8–9      |
| KSI             | 14–12 | Kecskeméti VSC  | 6–8      | 8–4      |

### Negyeddöntő
március 2, 3.
| 1. csapat       | Össz. | 2. csapat   | 1. mérk. | 2. mérk. |
| --------------- | ----- | ----------- | -------- | -------- |
| Ferencvárosi TC | 21–11 | Egri VK     | 10–5     | 11–6     |
| Vasas SC        | 36–6  | Neptun SC   | 20–3     | 16–3     |
| Bp. Honvéd      | 27–17 | Szentesi VK | 16–10    | 11–7     |
| Orvosegyetem SC | 17–11 | KSI         | 11–5     | 6–6      |

### Elődöntő
március 6, 13, 14.
| 1. csapat       | Össz. | 2. csapat       | 1. mérk. | 2. mérk. |
| --------------- | ----- | --------------- | -------- | -------- |
| Ferencvárosi TC | 20–19 | Bp. Honvéd      | 10–7     | 10–12    |
| Vasas SC        | 25–12 | Orvosegyetem SC | 14–5     | 11–7     |

### Döntő
| 2002. március 17. 10:45 | Vasas SC                                              | 9–8 | Ferencvárosi TC                                | Szőnyi út Nézőszám: 2000 Játékvezetők: Marjay Kiszelly |
| 2002. március 17. 10:45 | (3–1, 3–3, 1–1, 0–2, 2–0, 0–1)                        |     |                                                | Szőnyi út Nézőszám: 2000 Játékvezetők: Marjay Kiszelly |
| 2002. március 17. 10:45 | Varga II. Zs. 2 Varga T. 2 Madaras 2 Székely 2 Vári 1 |     | Nyéki 3 Hosnyánszky 2 Tóth L. 1 Tiba 1 Paján 1 | Szőnyi út Nézőszám: 2000 Játékvezetők: Marjay Kiszelly |

A Vasas kupagyőztes csapatának tagjai: Hesz Máté, Kósz Zoltán, Madaras Norbert, Mátyás Zoltán, Németh II. Zsolt, Plézer János, Steinmetz Ádám, Székely Bulcsú, Varga Dániel, Varga Tamás, Varga II. Zsolt, Vári Attila, Vindisch Ferenc, vezetőedző: Somossy József